# Grenoble
Grenoble (IPA: [ɡʁənɔbl]ⓘ) város Franciaország délkeleti részén, Isère megye székhelye (prefektúra).
Auvergne-Rhône-Alpes régió második legnagyobb városa Lyon után, és a nyolcadik legnagyobb francia egyetemi város. Lakosainak száma 156 389 fő (2022. január 1.). Grenoble Saint-Martin-d’Hères, Saint-Martin-le-Vinoux, Sassenage, Seyssinet-Pariset, Seyssins, La Tronche, Échirolles, Eybens, Fontaine és Saint-Égrève községekkel határos.

## Földrajz
Tengerszint feletti magassága 213 méter. A várostól néhány kilométerre emelkednek az Alpok 3000 méter magas csúcsai. A várostól mintegy 15 kilométernyire délkeletre kezdődik a Belledonne-hegység.

## Történelem
Grenoble már a kelta időkben is lakott település volt. Cicero Kr. e. 43-ban említi először a várost. 286-ban, Diocletianus császár idején kapott városfalat, melynek 38 tornya volt.
A 14. században a város neve Greynovol volt, majd később Greynoble-ra változtatták azt.
Grenoble már a 4. században is püspöki székhely volt. 879-ben Burgundia része lett. 1242-ben városi rangot kapott. Egyetemét 1339-ben alapították.
1815 márciusában a város közelében akarta feltartóztatni az Elbáról visszatérő Napóleont és seregét az 5. gyalogosezred. Miután az előőrse találkozott a lojalista ezreddel, a volt császár előrement és szétnyitotta kabátját, majd a következőt mondta: „Ha van bárki köztetek aki megölné a császárát, itt állok!” Rövid csend után az ezred katonái kiabálva éltették őt.
1944. május 26-án a várost bombatámadás érte, a károk jelentősek voltak. 1968-ban itt rendezték a X. téli olimpiát.

## Népesség
| Lakosok száma | 161 616 | 156 637 | 150 758 | 156 107 | 160 779 | 160 649 | 158 454 | 158 198 | 158 240 | 156 389 |
|               | 1968    | 1982    | 1990    | 2006    | 2014    | 2015    | 2017    | 2019    | 2020    | 2022    |

## Közigazgatási beosztás
A várost 6 kerületre osztották fel:
- 1. (Presqu'Île, Europole, Berriat-St Bruno)
- 2. (Hyper-centre, Aigle, Championnet, Mutualité, Île Verte, Saint-Laurent, Bastille)
- 3. (Rondeau, Eaux-Claires, Mistral)
- 4. (Capuche, Alliés-Alpins, Exposition-Bajatière)
- 5. (Parc Paul Mistral, Teissere, Malherbe)
- 6. (Arlequin, Villeneuve, Village Olympique, Géants)

## Közlekedés

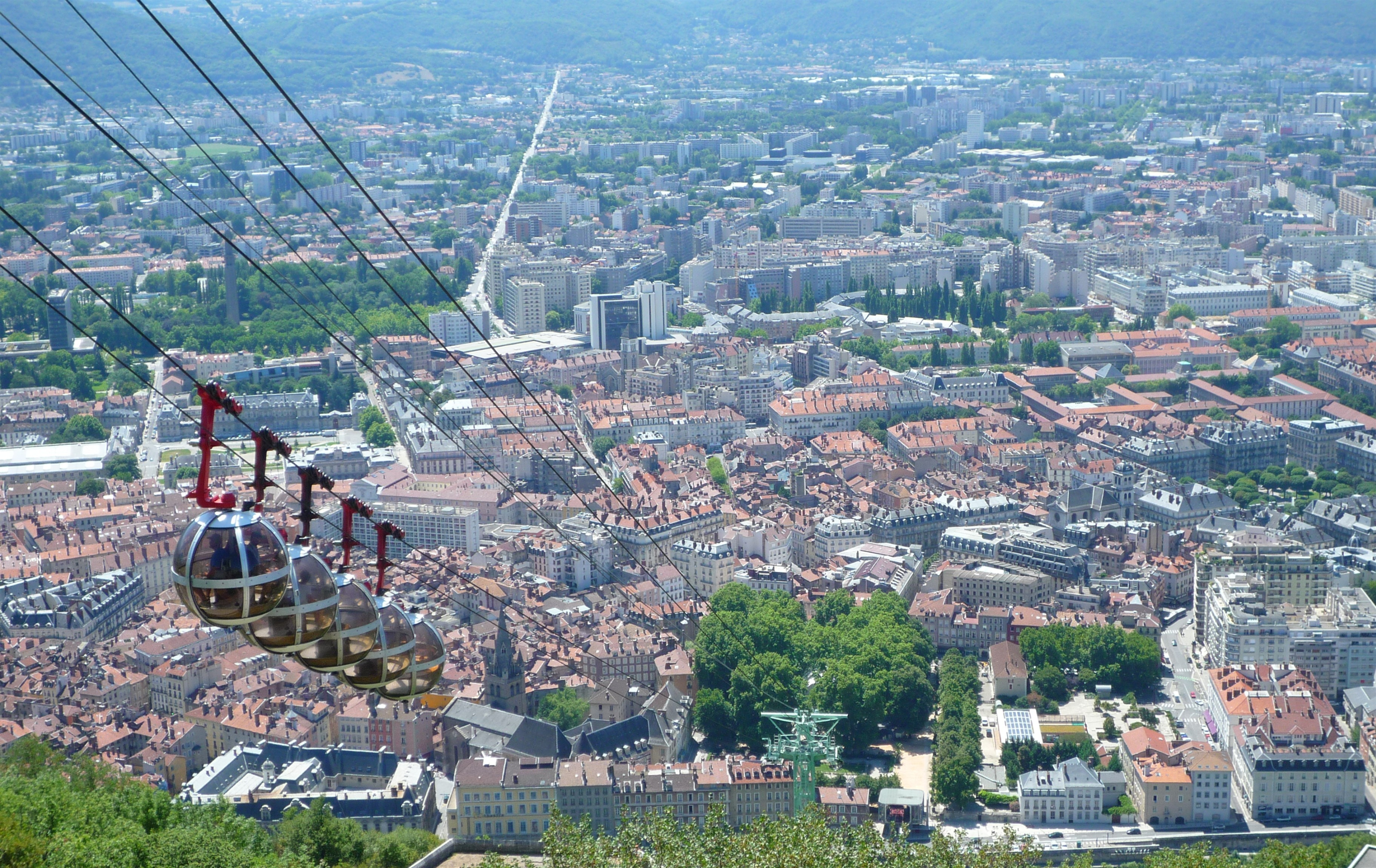
A felvonó a városképpel

A városban 26 autóbusz és öt villamosvonal található. Főpályaudvara Gare de Grenoble, melyet két vasútvonal is érint: a Lyon-Perrache-Grenoble-Marseille-vasútvonal és a Grenoble–Montmélian-vasútvonal, így vasúton három irányba is távozhatunk: északnyugatra Lyonba, északra Chambérybe és délre Gapba.
A város közelében három repülőtér is található: a Grenoble-Isère repülőtér, a Lyon Saint-Exupéry repülőtér és a Genfi repülőtér.

## Oktatás
Grenoble-ban három egyetem található: a Joseph Fourier Egyetem, a Pierre Mendès-France Egyetem, illetve a Stendhal Egyetem. Ezenkívül egy politechnikai és egy mérnöki főiskola is működik a városban. Továbbá a város ad otthont egy üzleti iskolának: Grenoble École de Management.

## Média

### Televízió
- Télégrenoble
- France 3 Grenoble
- France 3 Alpes

### Rádió
- Alpes 1
- Radio Campus Grenoble
- Max FM
- Hot Radio
- France Bleu Isère
- New's FM
- Radio Malherbe Grenoble

### Újságok
- Dauphiné Libéré
- Grenoble & Moi
- Metroscope
- Le Petit Bulletin
- Isère Magazine

## Sport
A város csapatai:
- Grenoble Foot 38 (labdarúgás)
- Brûleus de Loups (jégkorong)
- FC Grenoble (Rögbi)
- Grenoble Basket 38 (Kosárlabda)
- Grenoble Volley Université Club (Röplabda)

## Híres emberek
- Itt született André Clot (1909–2002) francia történész, esszéíró

## Testvértelepülések
- Olaszország Catania 1961
- Ausztria Innsbruck 1963
- Németország Essen 1968
- Németország Halle 1968
- Moldova Chişinău 1977
- Egyesült Királyság Oxford 1984
- Izrael Rehovot 1984
- USA Phoenix
- Magyarország Pécs 1992
- Litvánia Kaunas 1997
- Tunézia Sfaksz 1998
- Algéria Constantine 1999
- Németország Stendal
- Olaszország Corato 2002